# Еберхардина София фон Йотинген-Йотинген
Еберхардина София фон Йотинген-Йотинген (на немски: Eberhardine Sophie von Oettingen-Oettingen; * 16 август 1666 в Йотинген; † 30 октомври 1700 в Аурих) е принцеса от Йотинген-Йотинген в Швабия и чрез женитба княгиня на Източна Фризия (1685 – 1700).
Тя е дъщеря, най-голямото дете, на княз Албрехт Ернст I фон Йотинген-Йотинген (1642 – 1683) и първата му съпруга херцогиня Христина Фридерика фон Вюртемберг (1644 – 1674), дъщеря на херцог Еберхард III фон Вюртемберг и първата му съпруга Анна Катарина Доротея фон Залм-Кирбург. Сестра е на Кристина Луиза фон Йотинген-Йотинген.
Еберхардина София фон Йотинген-Йотинген умира на 30 октомври 1700 г. на 34 години в Аурих.

## Фамилия
Еберхардина София фон Йотинген-Йотинген се омъжва на 3 май 1685 г. в Байройт за братовчед си княз Христиан Еберхард от Източна Фризия (1665 – 1708), син на княз Георг Христиан от Източна Фризия (1634 – 1665) и съпругата му принцеса Кристина Шарлота фон Вюртемберг (1645 – 1699), дъщеря на херцог Еберхард III фон Вюртемберг-Щутгарт и първата му съпруга Анна Катарина Доротея фон Залм-Кирбург. Te imat 10 deca:
- Леополд Игнац (1687 – 1687)
- Кристина София (1688 – 1750), омъжена на 6 януари 1729 г. за княз Фридрих Антон фон Шварцбург-Рудолщат (1692 – 1744)
- Мария Шарлота (1689 – 1761), омъжена на 10 април 1709 г. за нейния братовчед граф Фридрих Улрих фон Източна Фризия (1667 – 1710), син на граф Едцард Фердинанд от Източна Фризия-Норден
- Георг Албрехт I (1690 – 1734), 4-ти княз на Източна Фризия (1708 -1734), женен I. на 24 септември 1709 г. за графиня Кристиана Луиза фон Насау-Висбаден-Идщайн (1691 – 1723), дъщеря на княз Георг Август фон Насау-Висбаден-Идщайн (1665 – 1721) и Хенриета Доротея фон Йотинген; II. на 8 декември 1723 г. за София Каролина фон Бранденбург-Кулмбах (1705 – 1764), дъщеря на маркраф Христиан Хайнрих фон Бранденбург-Кулмбах
- Улрих Фридрих (1691 – 1691)
- Карл Ено (1692 – 1709)
- Фредерика Вилхелмина (1695 – 1750), канонистка в Херфорд
- Юлиана Луиза (1698 – 1740), омъжена на 17 февруари 1721 г. за херцог Йоахим Фридрих фон Шлезвиг-Холщайн-Пльон (1668 – 1722)
- Кристина Шарлота (1699 – 1733)

Нейният съпруг Кристиан Еберхард се жени втори път (морганатичен брак) през 1701 г. за нейната дворцова дама Анна Юлиана фон Кайнау (1674 – 1727), която получава титлата Фрау фон Зандхорст..